# Вартість компанії
Ва́ртість компа́нії (англ. Enterprise value (EV), Total enterprise value (TEV) або Firm value (FV)) — аналітичний показник, що являє собою оцінку вартості компанії з урахуванням всіх джерел її фінансування: боргових зобов'язань, привілейованих акцій, долі меншини і звичайних акцій компанії.
Вартість підприємства = 

Вартість всіх звичайних акцій підприємства (розрахована за ринковою вартістю) 

+ вартість боргових зобов'язань (розрахована за ринковою вартістю) 

+ вартість частки меньшості  (розрахована за ринковою вартістю) 

+ вартість всіх привілейованих акцій підприємства (розрахована за ринковою вартістю) 

— грошові кошти і їх еквіваленти
Готівкові засоби віднімаються тому, що при виплаті їх у вигляді дивідендів зменшується чиста вартість компанії для її можливого покупця.

## Використання EV в оціночних мультиплікаторах (Enterprise Value Multiples)
- EV/Sales (Виручка) — показник, який порівнює вартість підприємства з його річною виручкою. Зазвичай використовується для оцінки низькорентабельних компаній.
- EV/EBITDA — показник, який порівнює вартість підприємства з його EBITDA. Часто використовується для оцінки того, за скільки років окупляться інвестиції.
- EV/EBIT — показник, який порівнює вартість підприємства з його EBIT.
- EV/Net Income (Чистий прибуток) — показник, який порівнює вартість підприємства з його чистим прибутком.

## Використання
- Інвестори використовують оцінні коефіцієнти для порівняння компаній.
- Чим менше оцінний коефіцієнт, тим більше віддачі інвестор отримає на вкладений капітал.